# دوروثي مالون (كاتبة)
دوروثي مالون (بالإنجليزية: Dorothy Malone)‏ هي كاتِبة أمريكية، (و. 1901  م).